# Háridzsiták
A háridzsiták vagy káradzsiták (arab: الخوارج) az iszlám három fő irányzata közül a legkisebb, a többségi szunnita és a szintén jelentős síita mellett.

## Története
Az irányzat az első fitna, Ali kalifa és I. Muávija, a kalifát el nem ismerő szíriai emír összecsapása során jött létre Ali azon híveiből, akik a Korán szavai alapján elutasították, hogy a sziffíni csatát követően Ali tárgyalni kezdett Muávijával. Nevük jelentése: a kivonulók (ti. kivonultak az ütközetből). A későbbiekben marginalizálódtak, és mindkét nagyobb irányzat üldözte őket, a „háridzsí” terminus később a lázadó és eretnek szinonim kifejezésévé vált.
Háridzsitákkal ettől kezdve körülbelül a 10. századig találkozhatunk, akkor népszerűségük végleg lecsökkent, csak izolált helyeken maradt meg egy-egy irányzatuk (például a Mzab-völgyben, Algéria területén). Addig viszont rendszeresen zavarogtak, ideológiájuk erősen fundamentalista jellegű, ezzel együtt erős szociális töltetű volt. Nem véletlen, hogy kialakuló arab–muszlim birodalom mindenkori szegényebb rétegei támogatták elsősorban. A szilárd ideológiai háttérrel nem rendelkező háridzsiták számos, egymással szemben is ellenséges kisebb mozgalomra estek szét az idők folyamán. A 9. századtól kezdve elsősorban a Magreb területén és Észak-Afrikában váltak népszerűvé, ám a síita Fátimidák terjeszkedésével a helyi háridzsita fejedelemségek eltűntek.
A háridzsita iszlám ibádita irányzata ma Omán államvallása, vezetője a mindenkori ománi szultán. Napjainkra ez az egykor igen szélsőséges vallási irányzat sokat enyhült (ez nagyban köszönhető Kábúsz ománi szultán felvilágosult politikájának) és a nagy iszlám felekezetek közül ma már az ibádita a legbékésebb.